# Rhamnus alpina
Rhamnus alpina är en brakvedsväxtart. Rhamnus alpina ingår i släktet getaplar, och familjen brakvedsväxter.

## Underarter
Arten delas in i följande underarter:
- R. a. alpina
- R. a. fallax

## Bildgalleri

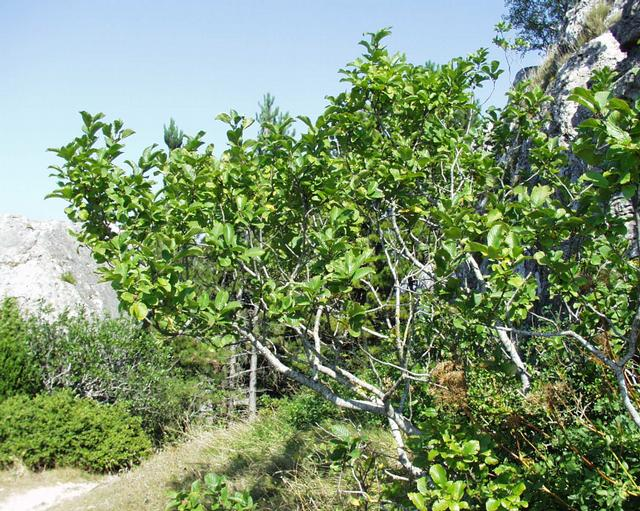
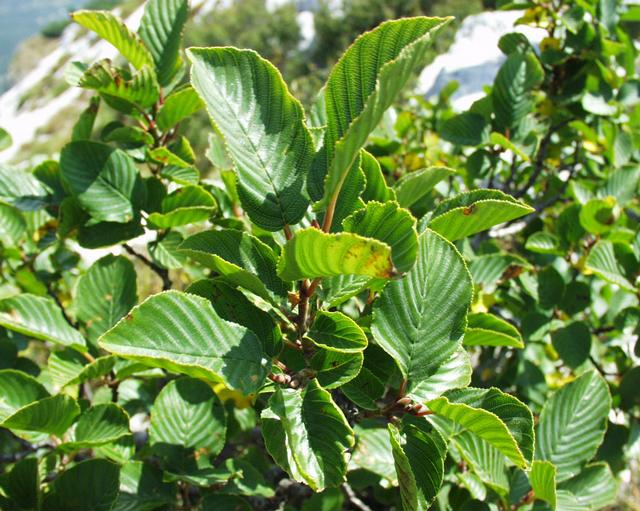
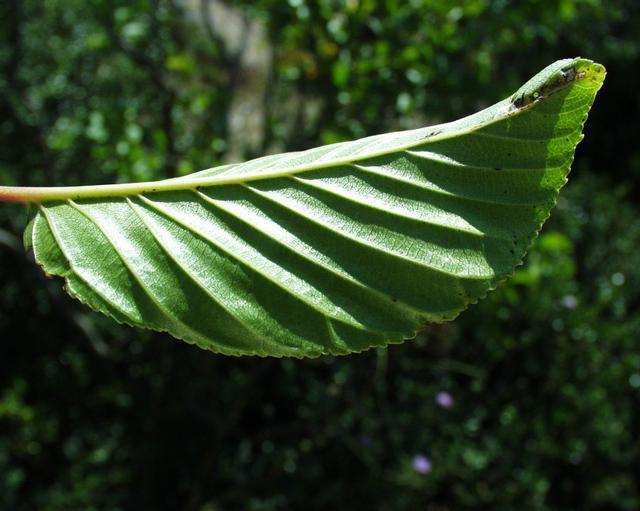
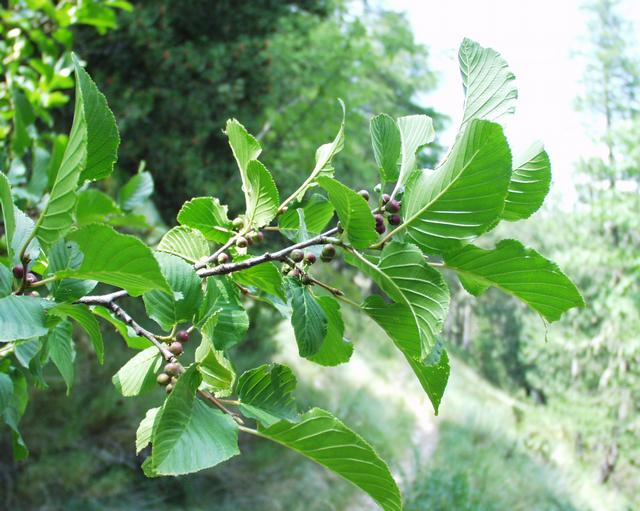
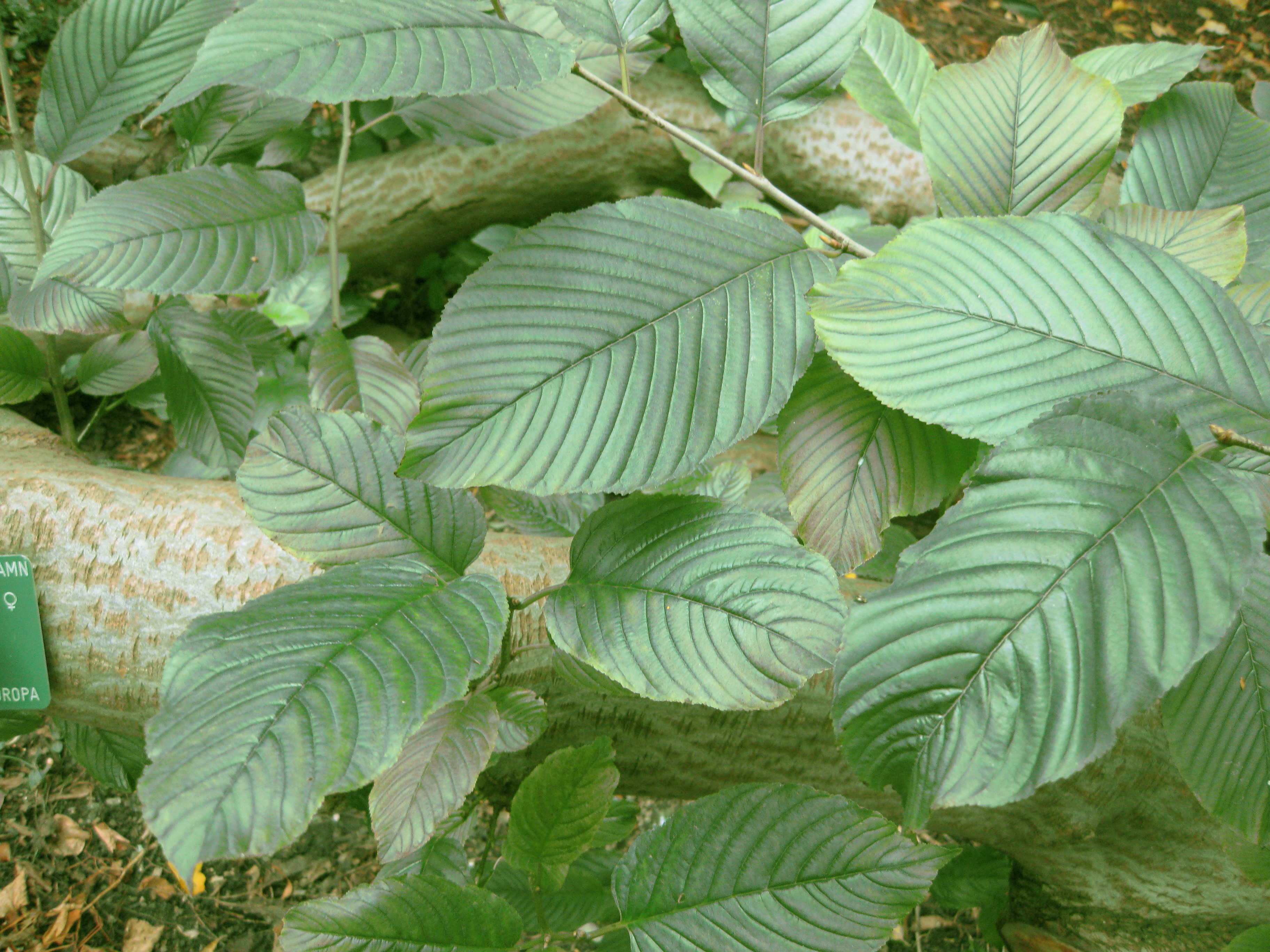
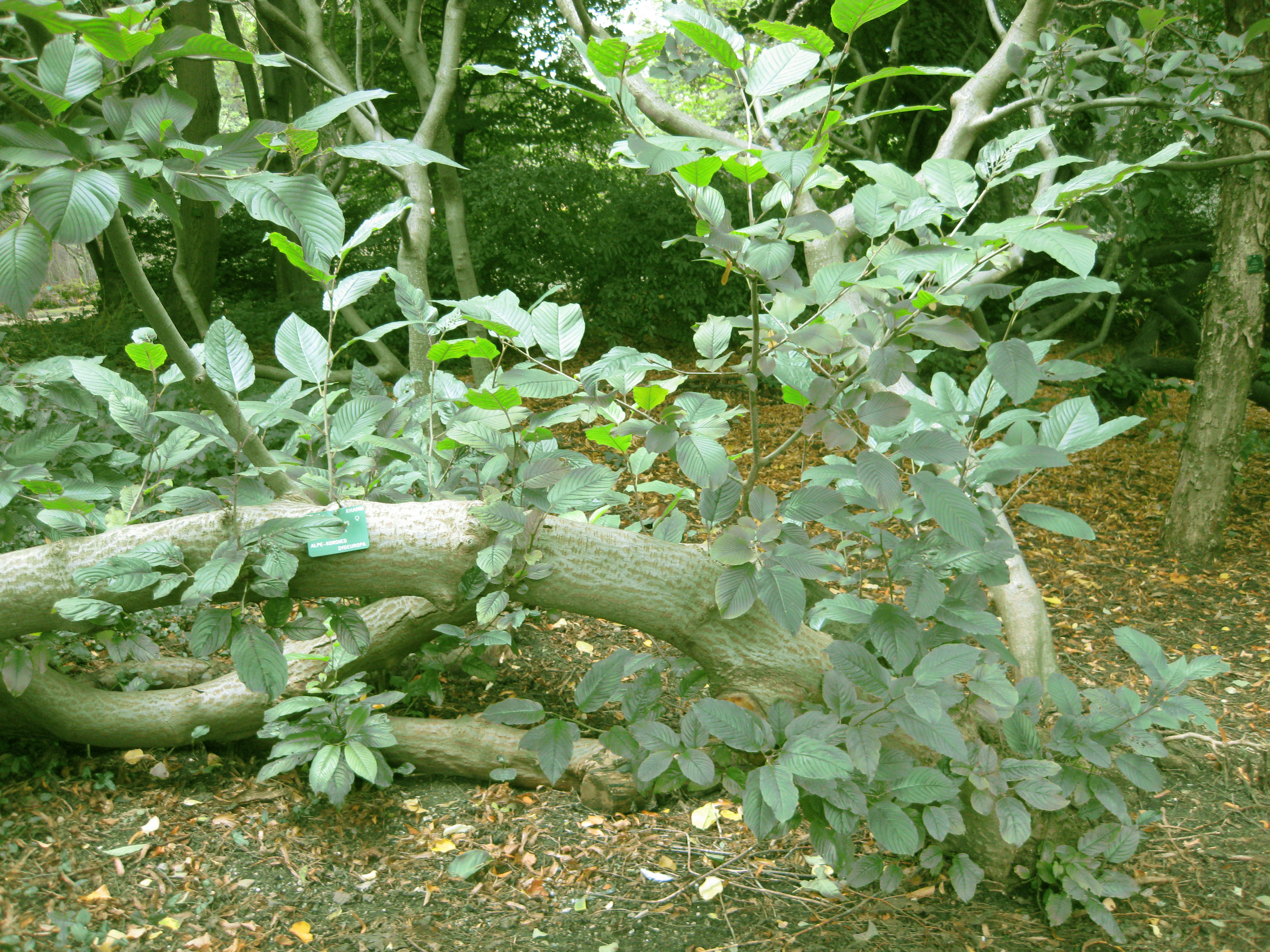